# Archidiocèse d'Olinda et Recife
L'archidiocèse d'Olinda et Recife (en latin, Archidioecesis Olindensis et Recifensis) est une circonscription ecclésiastique de l'Église catholique au Brésil.
Son siège se situe dans la ville d'Olinda, dans l'État de Pernambouc, où se trouve la cathédrale (la Sé) d'Olinda ; tandis que dans le centre historique de Recife, se trouve la cocathédrale Saint-Pierre-des-Clercs (pt) (São Pedro dos Clérigos).
Son archevêque est depuis 2023 Paulo Jackson Nóbrega de Sousa (pt).

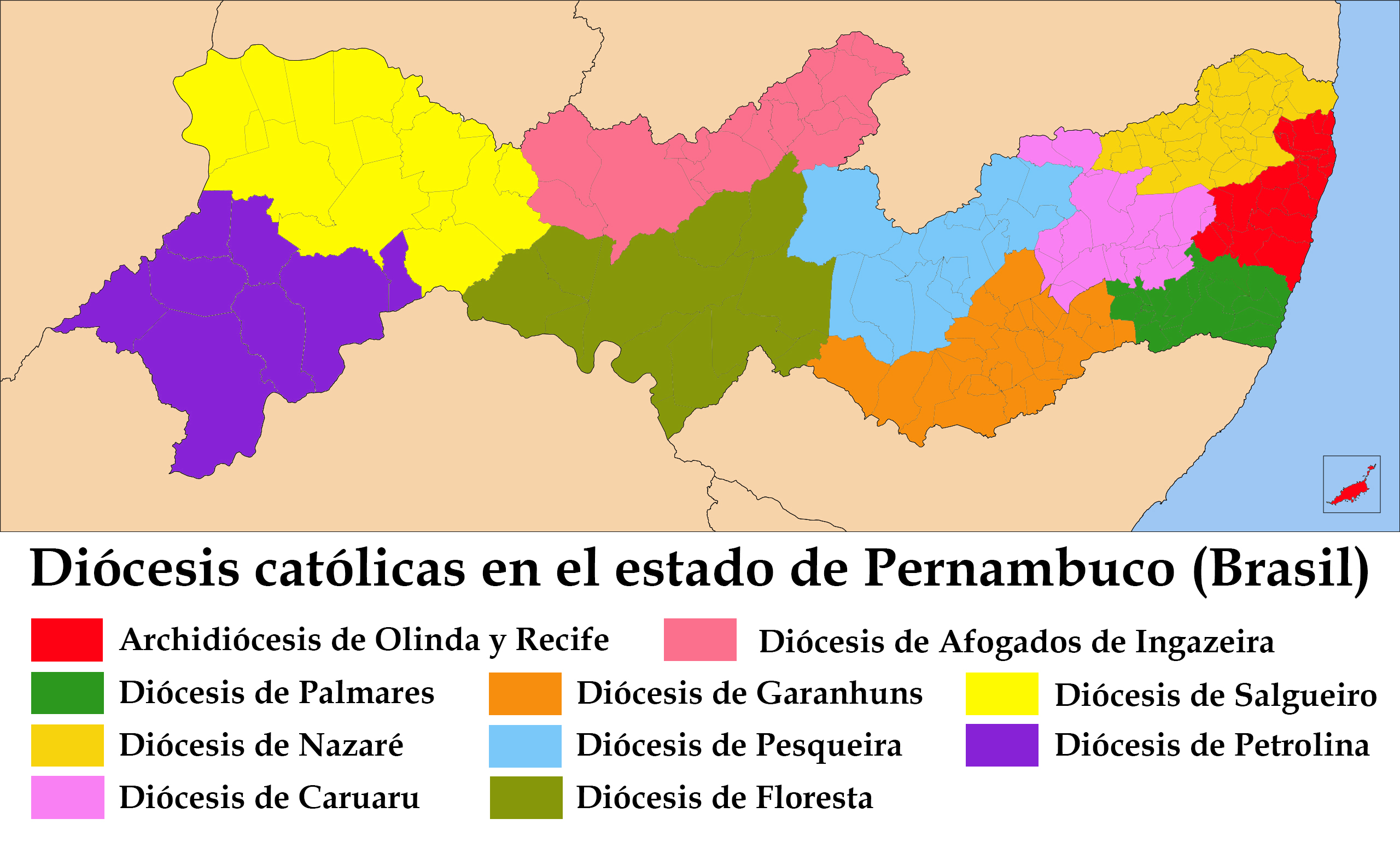
Les diocèses du Pernambouc, en rouge celui d'Olinda et Recife.